# 権藤朱実
権藤 朱実（ごんどう あけみ）は、福岡県出身のモデル。
サトルジャパン所属。CMモデルや、雑誌『ゼクシィ』のブライダルモデルなどで活動している。

## 主な出演

### CM
- サイバーエージェント「アメーバ旦那の昇進祝い篇」(2013年)
- ジョンソンエンドジョンソンボディケア(2013)
- 花王企業広告（2012年）
- アサヒビール「ニッカウィスキー やっぱりのっちゃう篇」（2012年）
- 花王「ロリエスリムガード みんなで実験篇」（2012年）
- GREE「Love&Job オトナの事情篇」（2011年）
- 小林製薬「サワデー お宅訪問篇」（2011年）
- 太田胃散「太田漢方胃腸薬Ⅱ」（2011年）
- ヒューマンアカデミー2010夏バージョン（2006年）
- ワコールwing（2006年）
- AEON サマーバーゲン（2006年）
- 花王 エコナ 「引越し篇」（2007年）
- ニベア花王 ニベア・サン（2007年、2008年）
- ケンタッキーフライドチキン 「ボンレス『宣言』篇」（2008年）
- キリン「キリンZERO」（2008年）

### 雑誌
- 『MORE』
- 『ディズニーファン』
- 『ゼクシィ』
- 『日経ヘルス』
- 『オズマガジン』
- 『25ansウエディング』
- 『Zipper』
- 『hanako』

### 広告
- 西武新宿ペペ
- マクドナルド
- 阪急百貨店 うめだ本店
- 富士フイルム
- KOSE
- NTTドコモ
- オンワード樫山
- ニッセン
- 千趣会